# 変性 (医学)
変性（へんせい、英語：Degeneration）とは、退行性病変の一つで、細胞や組織に正常では存在しない物質が沈着ないし、正常でも存在するが沈着量や場所が異常なものをさす。

## 分類
水腫性変化
空胞変性（水様変性）
細胞質内の水分増加が起こり、その後空胞が生じるもの。浸透圧ネフローゼ。
タンパク変性
角質変性
角化が亢進。
硝子滴変性
細胞質内にタンパク質の小顆粒が出現。水銀中毒、ネフローゼ。
ラッセル小体
形質細胞に過剰産生された免疫グロブリンが沈着。
粘液変性
糖タンパク質が細胞内に沈着。
硝子様変性
均一無構造のタンパク質である硝子質が結合組織に沈着。瘢痕組織、結核、高血圧、多産。
アミロイド変性
アミロイドが沈着。原発性、続発性、限局性（透析による）、コンゴ赤染色、慢性関節リウマチ、結核、癌腫、多発性骨髄腫に伴うものがある。
フィブリノイド変性
フィブリノイドが沈着。悪性高血圧、膠原病（PN、SLE）、自己免疫疾患
脂肪変性
脂肪が沈着。脂肪肝、動脈粥状硬化症、四塩化炭素中毒。
糖原変性
グリコーゲンが細胞内に蓄積。糖尿病、糖原病、結核、肝硬変。
病的石灰化
正常では見られない組織にカルシウム塩が沈着する。副甲状腺ホルモン、カルシトニン、ビタミンDの異常などが原因。
尿酸沈着症
尿酸が沈着。尿酸の代謝障害による。痛風
色素沈着
色素が沈着。外来性色素と内生色素によるものがあり、前者は炭粉など、後者はメラニン、ヘモジデリン、ビリルビン、リポフスチンなどがある。